# Thorbjörn Fälldin
Nils Olof Thorbjörn Fälldin (Ångermanland, 24 aprile 1926 – Ångermanland, 23 luglio 2016) è stato un politico svedese.
Dopo il 1936, fu il primo uomo politico, non socialdemocratico, a diventare Primo ministro della Svezia. Fu segretario del Partito di Centro dal 1971 al 1985 e Primo Ministro dall'8 ottobre 1976 al 18 ottobre 1978 e dal 12 ottobre 1979 al 2 ottobre 1982, con la caduta del suo secondo esecutivo il 7 ottobre 1981.

## Primi anni di vita
Nacque nella parrocchia di Högsjö, nella provincia dell'Ångermanland, figlio del contadino Nils Johan Fälldin e sua moglie Hulda, nata Olsson. Crebbe in una famiglia di contadini. Nel 1956 con sua moglie acquistò una piccola fattoria, che le autorità agricole non approvarono, in quanto l'azienda, troppo piccola, secondo loro, non avrebbe potuto concorrere alla produzione, così non gli concedettero i sussidi agricoli. Questa ingiustizia lo spinse nel ramo giovanile del Lega svedese agraria del Partito degli agricoltori, che, nel 1958 cambiò il nome in Partito di Centro. Mantenne la proprietà dell'azienda, anche quando era in politica, ritornandoci nel 1985 quando si dimise.

## Carriera politica

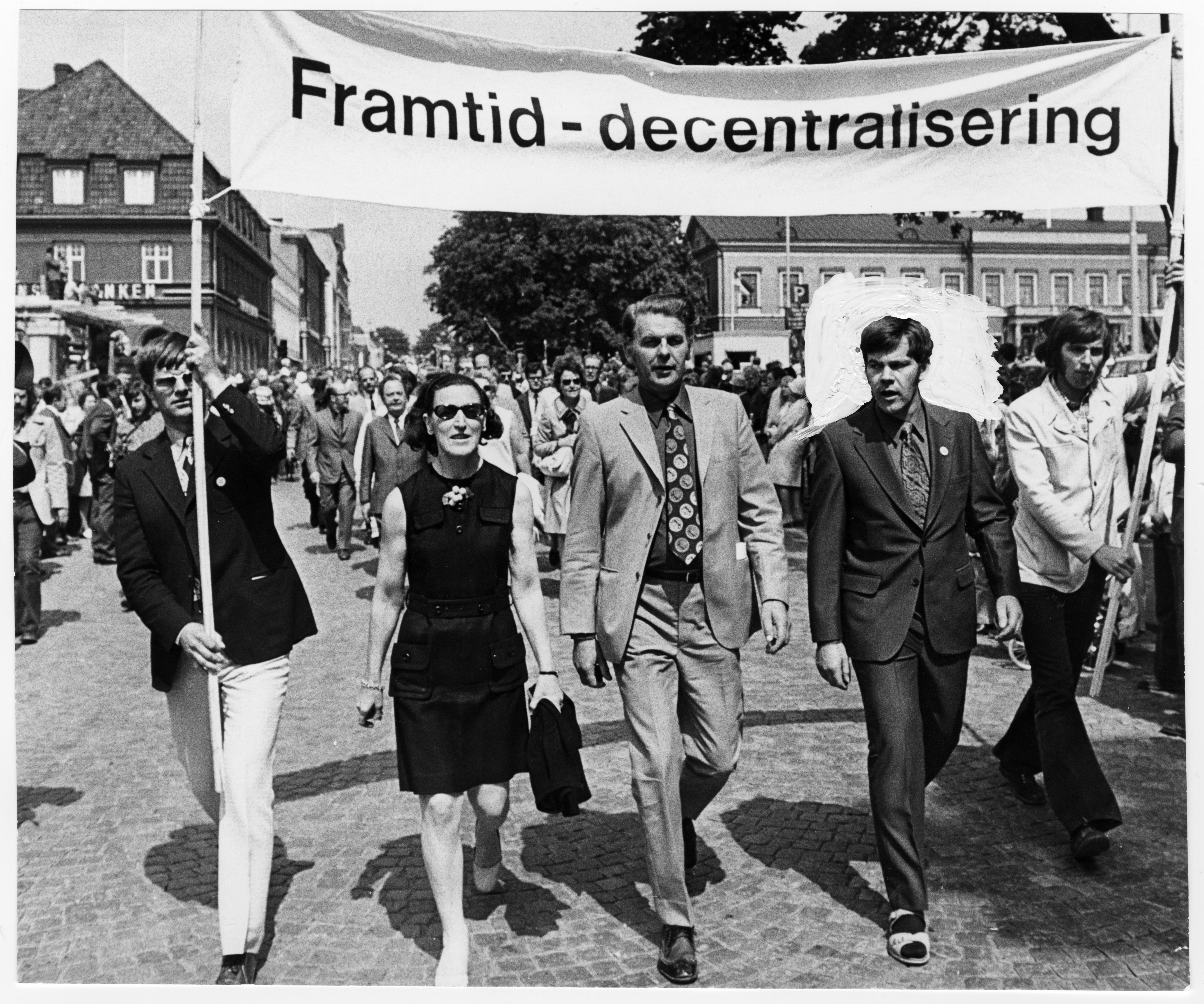
Fälldin a Växjö nel 1972

Entrò nella scena politica nazionale svedese, nel 1958,  quando venne eletto al Riksdag svedese per il Partito di Centro agrario radicato. In concorrenza con Johannes Antonsson, nel 1969 divenne primo vice-presidente del partito, e poi presidente nel 1971, succedendo al veterano Gunnar Hedlund. Nel 1973, Fälldin propose la fusione del partito con i Liberali, ma riuscì ad ottenere il sostegno della maggioranza dei membri del partito.
Nelle elezioni del 1976, i socialdemocratici persero clamorosamente la maggioranza per la prima volta dopo 40 anni. I partiti non socialisti formarono un governo di coalizione. Il Partito di Centro era il più grande dei tre, per cui Fälldin venne nominato primo ministro. Due anni più tardi, tuttavia, la coalizione si sfalda a causa della dipendenza svedese sul nucleare, posizione che condusse alle dimissioni del Fälldin e alla formazione di un governo di minoranza del Partito Liberale.
Dopo le elezioni del 1979, Fälldin ha riacquisito la carica di primo ministro, nonostante il suo partito abbia perso il ruolo di forza politica di primo piano nel centro-destra, dovuto principalmente al disincanto del pubblico e del suo compromesso sul nucleare. Questo governo rimase in carica per due anni, quando, a causa di un disaccordo sulle politiche fiscali i moderati furono costretti a lasciare la coalizione. Fälldin ha continuato a mantenere la carica di primo ministro fino alle elezioni nel 1982, quando i socialdemocratici riacquistarono il potere. Dopo una disastrosa seconda sconfitta elettorale nel 1985 si dimise dal partito, ritirandosi dalla politica.

## Vita privata
Nel 1956, sposò Solveig Öberg, nata nel 1935, figlia del contadino Albert Öberg e Sofia, nata Näsman. Muore all'età di 90 anni, il 23 luglio 2016. Il funerale si è tenuto l'11 agosto 2016 nella Cattedrale di Härnösand e fu sepolto al cimitero di Högsjö, nei presi di Härnösand.